# Onychogomphus uncatus
Onychogomphus uncatus är en trollsländeart som först beskrevs av Toussaint de Charpentier 1840.  Onychogomphus uncatus ingår i släktet Onychogomphus och familjen flodtrollsländor. Inga underarter finns listade i Catalogue of Life.

## Bildgalleri

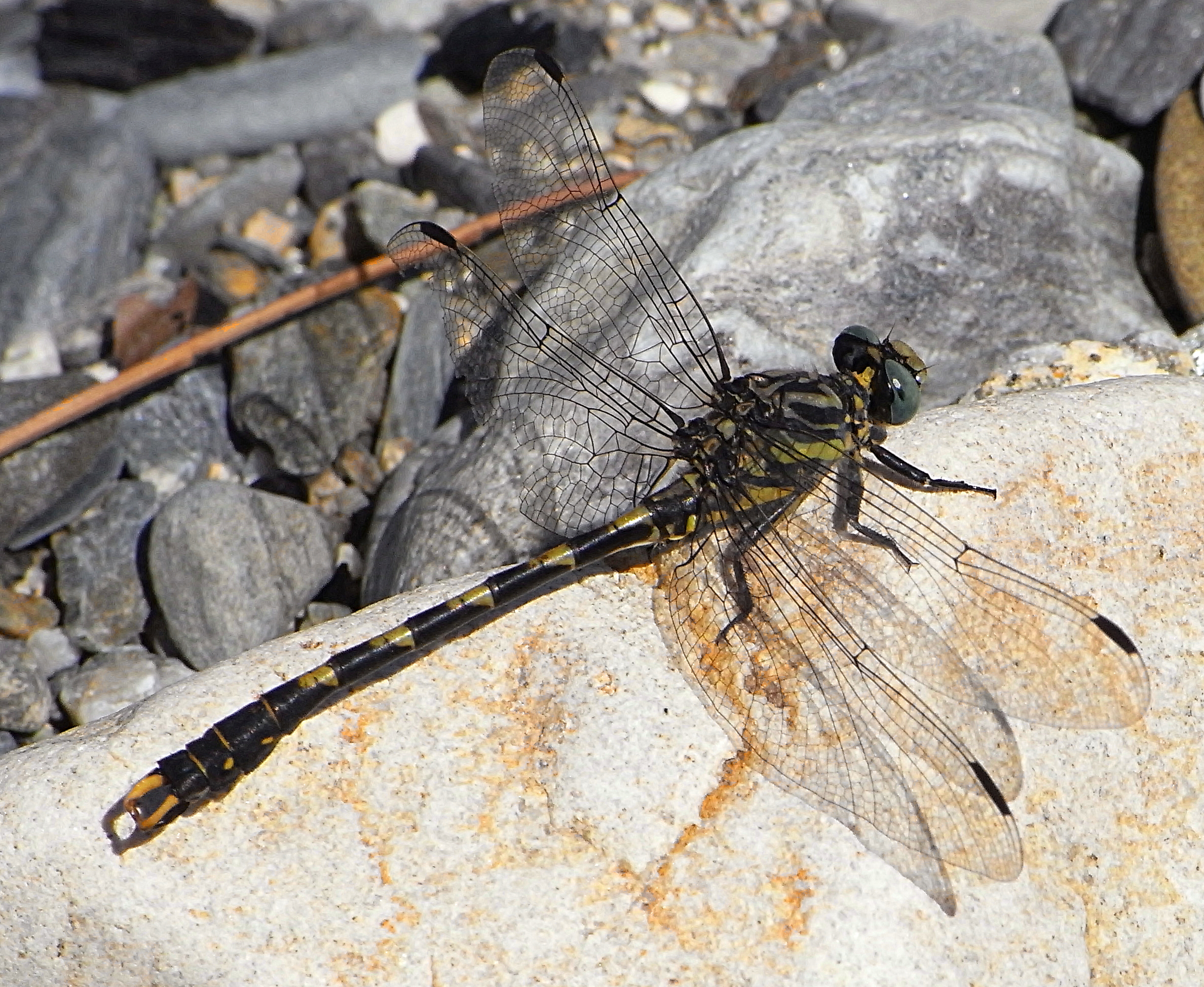
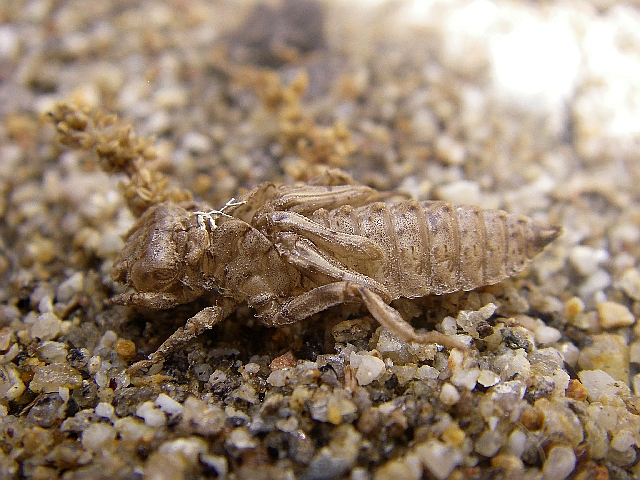
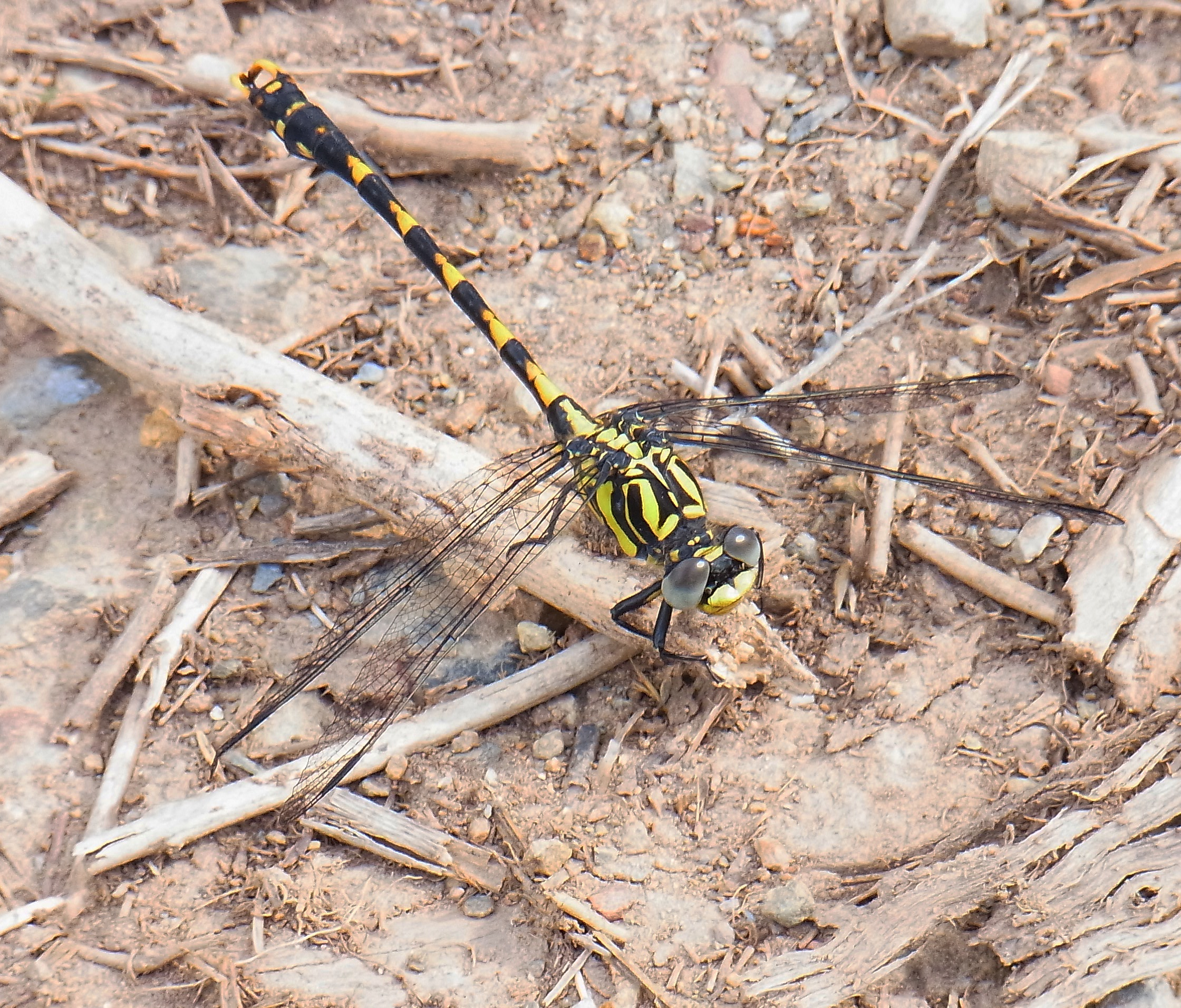
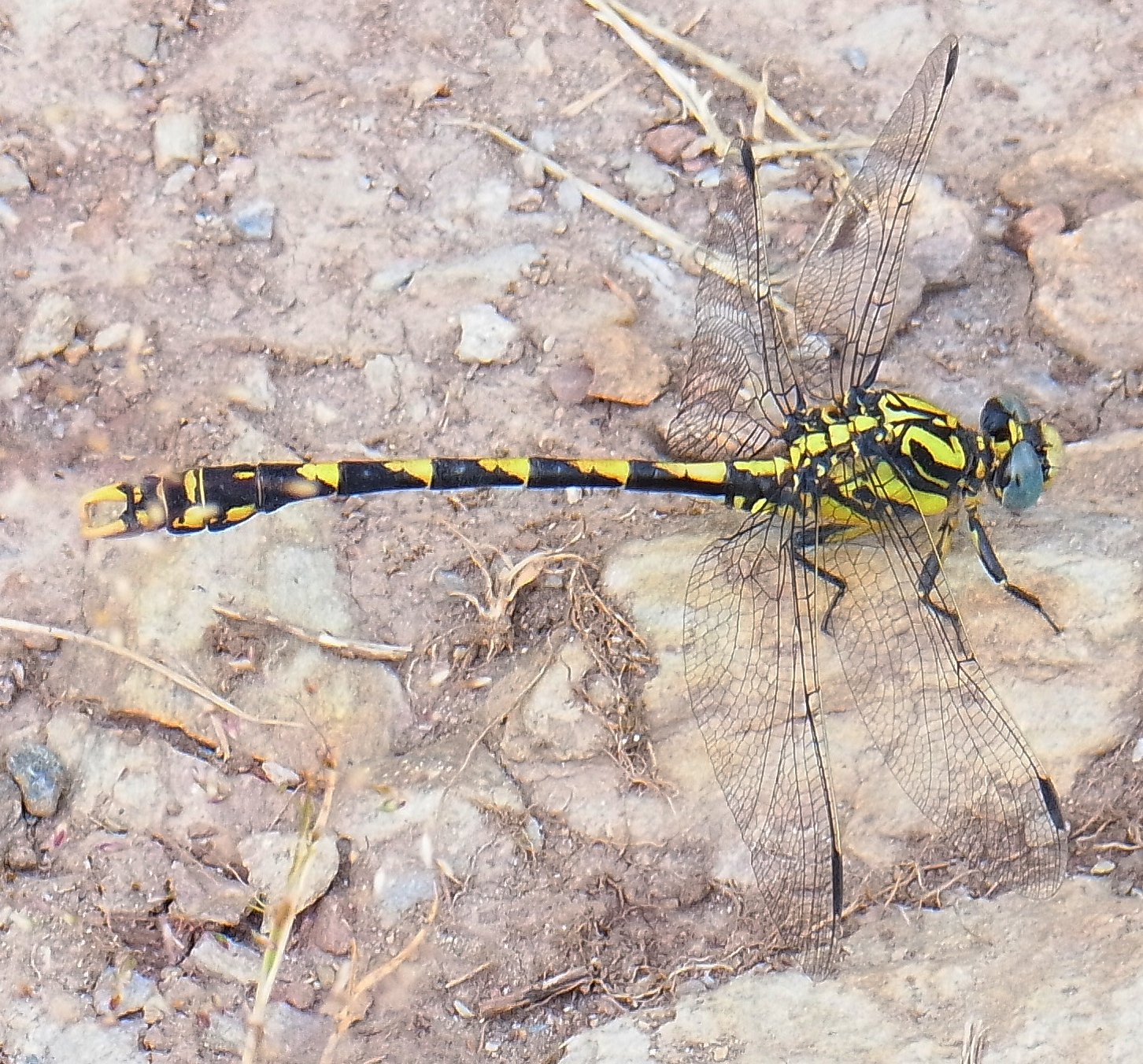